# Václav Hladký
Václav Hladký (* 14. listopad 1990 Brno) je český profesionální fotbalový brankář, který chytá za anglický klub Burnley FC. Je také bývalým českým mládežnickým reprezentantem.

## Klubová kariéra

### Mládež
S fotbalem začínal v týmu FC Sparta Brno, kde působil 7 let. Poté na rok odešel do divizního celku FK Šardice, odkud si ho vyhlédlo vedení 1. FC Brno, kam nakonec v létě 2004 přestoupil.

### Zbrojovka Brno
Hladký prošel mládežnickými celky brněnského mužstva, mezi muži debutoval 10. května 2006 ve druhé lize v B-týmu už v 15 letech na hřišti Hradce Králové. V následujících sezónách se v rezervním týmu Brna objevoval jen sporadicky, ve věku 16 let a 5 dní byl poprvé na lavičce A-týmu v prvoligovém zápase doma s Příbramí a v létě 2009 zamířil na hostování do MSK Břeclav do MSFL, kde strávil podzimní části sezón 2009/10 a 2010/11.
Sezónu 2011/12 strávil v rezervním týmu Zbrojovky Brno, odchytal také 1 utkání v divizním týmu FC Sparta Brno.
V ročníku 2012/13 odchytal 11 ligových utkání v dresu SK Líšeň, na jaro se pak vrátil zpátky do Zbrojovky, v jejímž dresu si odbyl prvoligovou premiéru 26. května 2013 proti Příbrami.
Sezónu 2013/14 začal už jako brankářská jednička Zbrojovky Brno, v české nejvyšší soutěži odchytal 25 utkání, v nichž udržel 7 čistých kont a pomohl Brnu ke konečné 9. příčce.
Místo mezi třemi tyčemi si udržel i na začátku sezóny 2014/15, po 17 kolech se však Brno nacházelo na sestupových příčkách, a tak trenér Václav Kotal dal šanci Dušanu Melichárkovi, který si udržel pozici brankářské jedničky až do konce sezóny.

### Slovan Liberec
Hladký požádal klub o přestup a v červenci 2015 odešel na roční hostování s opcí do týmu FC Slovan Liberec. Sezónu začal jako brankářská dvojka za Tomášem Koubkem, který přišel do klubu na roční hostování ze Sparty Praha, a tak si ve svém premiérovém ročníku v dresu Liberce připsal na své konto jen 5 ligových utkání.
V létě 2016 byla opce uplatněna a do Liberce přestoupil na trvalo. Po odchodu Koubka přišla Hladkému další konkurence, a to Martin Dúbravka, který přišel z dánského Esbjerg fB. Hladký opět jako brankářská dvojka odchytal v sezóně jen 2 ligová utkání a 3. listopadu 2016 debutoval v evropských pohárech, když odchytal celé utkání proti Fiorentině (prohra 0:3).
V létě 2017 klub opustil Dúbravka, trenér Trpišovský však pozici brankáře první volby přidělil odchovanci Liberce Ondřejovi Kolářovi. V podzimní části sezóny odchytal Hladký tři utkání, v lednu 2018 se však brankář Kolář s trenérem Trpišovským přesunuli do pražské Slavie a nový trenér David Holoubek dal šanci Hladkému. Hladký si udržel své místo až do konce sezóny, ve které pomohl Liberci ke konečné 6. příčce.
Hladký začal sezónu 2018/19 jako brankářská jednička, o místo však přišel v 10. kole, kdy trenér Zsolt Hornyák dal šanci Filipu Nguyenovi, který přišel z druholigové Vlašimi.

### St. Mirren
V lednu 2019 přestoupil Hladký do skotského klubu St. Mirren FC. V klubu debutoval 19. ledna při výhře 3:2 nad Alloa Athletic ve skotském poháru. Ve skotské nejvyšší soutěži debutoval o čtyři dny později při prohře 0:4 s Celticem. 26. května se St Mirren utkal ve finále play-off o udržení s Dundee United. Po základní hrací době byl stav utkání 1:1; v penaltovém rozstřelu Hladký chytil tři ze čtyř penalt a pomohl St Mirrenu k udržení se v Premiership. Hladký věnoval vítězství svému příteli Josefu Šuralovi, který měsíc předtím zahynul při nehodě autobusu. V létě St Mirren odmítl nabídku Karabachu a nový manažer týmu Jim Goodwin Hladkého prohlásil za nejlepšího brankáře v lize.
Hladký si udržel místo v základní sestavě St. Mirrenu i v následující sezóně, kdy 14 čistými konty v 38 soutěžních utkáních pomohl ke konečné 10. příčce v ligové tabulce. V červnu 2020 Hladký opustil Saints, když odmítl nabídku nové smlouvy.

### Salford City
V srpnu 2020 podepsal dvouletý kontrakt s anglickým klubem Salford City FC, který hrál EFL League Two. V týmu se ihned stal neotřesitelnou brankářskou jedničkou, odchytal 52 soutěžních utkání, v nichž udržel 22 čistých kont. S klubem se mu podařilo vyhrát EFL Trophy, kdy chytil rozhodující penaltu a pomohl tak Salfordu k výhře 4:2 v penaltovém rozstřelu proti Portsmouthu. Hladký byl zvolen nejlepším brankářem ligy a byl zařazen do nejlepší jedenáctky soutěže. Byl také zvolen nejlepším hráčem sezóny Salfordu City.

### Ipswich Town
Po jedné sezóně v Salfordu podepsal v létě 2021 Hladký tříletou smlouvu s Ipswich Town, který hrál EFL League One. Hladký se stal na začátku sezóny brankářskou jedničkou a odchytal prvních 12 ligových kol, poté však do klubu přišel na hostování z Brightonu Christian Walton, který nahradil Hladkého v základní sestavě. V sezóně 2021/22 tak Hladký vychytal 14 soutěžních utkání, v nichž udržel 4 čistá konta.
I ročník 2022/23 strávil Hladký v League One výhradně na lavičce a do branky se dostal až na posledních pár minut symbolicky v posledním kole. S klubem se však dočkal postupu do Championship.
V letní přípravě 2023 se brankářská jednička Christian Walton zranil a jeho místo tak zaujal právě český brankář. 6. srpna 2023 si odbyl vítězný debut v anglické druhé nejvyšší soutěži proti Sunderlandu (výhra 2:1). Místo v základní sestavě si udržel i v následujících zápasech, po sedmi kolech byl se čtyřmi čistými konty nejlepším brankářem Championship.

## Reprezentační kariéra
Je bývalým českým mládežnickým reprezentantem do 16, 17, 18, 19 a 20 let.